# جیل بایدن
جیل تریسی جیکوبز بایدن (به انگلیسی: Jill Tracy Biden؛ زادهٔ ۳ ژوئن ۱۹۵۱) یک آموزگار آمریکایی، بانوی اول پیشین ایالات متحده آمریکا و همسر جو بایدن است. جو بایدن از سال ۲۰۰۹ تا ۲۰۱۷ چهل و هفتمین معاون رئیس‌جمهور ایالات متحده آمریکا بود و جیل در کنار او به عنوان بانوی دوم ایالات متحده آمریکا فعالیت می‌کرد. وی از تاریخ ۲۰ ژانویه ۲۰۲۱ تا ۲۰۲۵ به عنوان بانوی اول ایالات متحده آمریکا مشغول بود.
او در هامونتن، نیوجرسی متولد و در ویل گروو، پنسیلوانیا بزرگ شد. او در سال ۱۹۷۷ با جو بایدن ازدواج کرد و سرپرستی دو فرزند او را از ازدواج قبلی به عنوان مادرخوانده به عهده گرفت. جو بایدن همسر اولش نیلیا و یکی از فرزندانش را بر اثر تصادف از دست داده بود. او و بایدن دختری به نام اشلی دارند. وی دارای مدرک لیسانس و دکترا از دانشگاه دلاور و همچنین مدرک کارشناسی ارشد از دانشگاه وست چستر و دانشگاه ویلانوا است. وی به مدت ۱۳ سال در دبیرستان‌ها به تدریس زبان انگلیسی پرداخت و به نوجوانان دارای معلولیت عاطفی در یک بیمارستان روانپزشکی آموزش داد.
از سال ۱۹۹۳ تا ۲۰۰۸، بایدن یک مربی انگلیسی و نویسنده در کالج منطقه‌ای و تکنیکی دلاور بود. از سال ۲۰۰۹، وی استاد زبان انگلیسی در کالج منطقه‌ای شمال ویرجینیا است و تصور می‌شود اولین همسر معاون رئیس‌جمهور است که در زمان تصدی همسرش دارای شغلی با حقوق است.

## نگارخانه

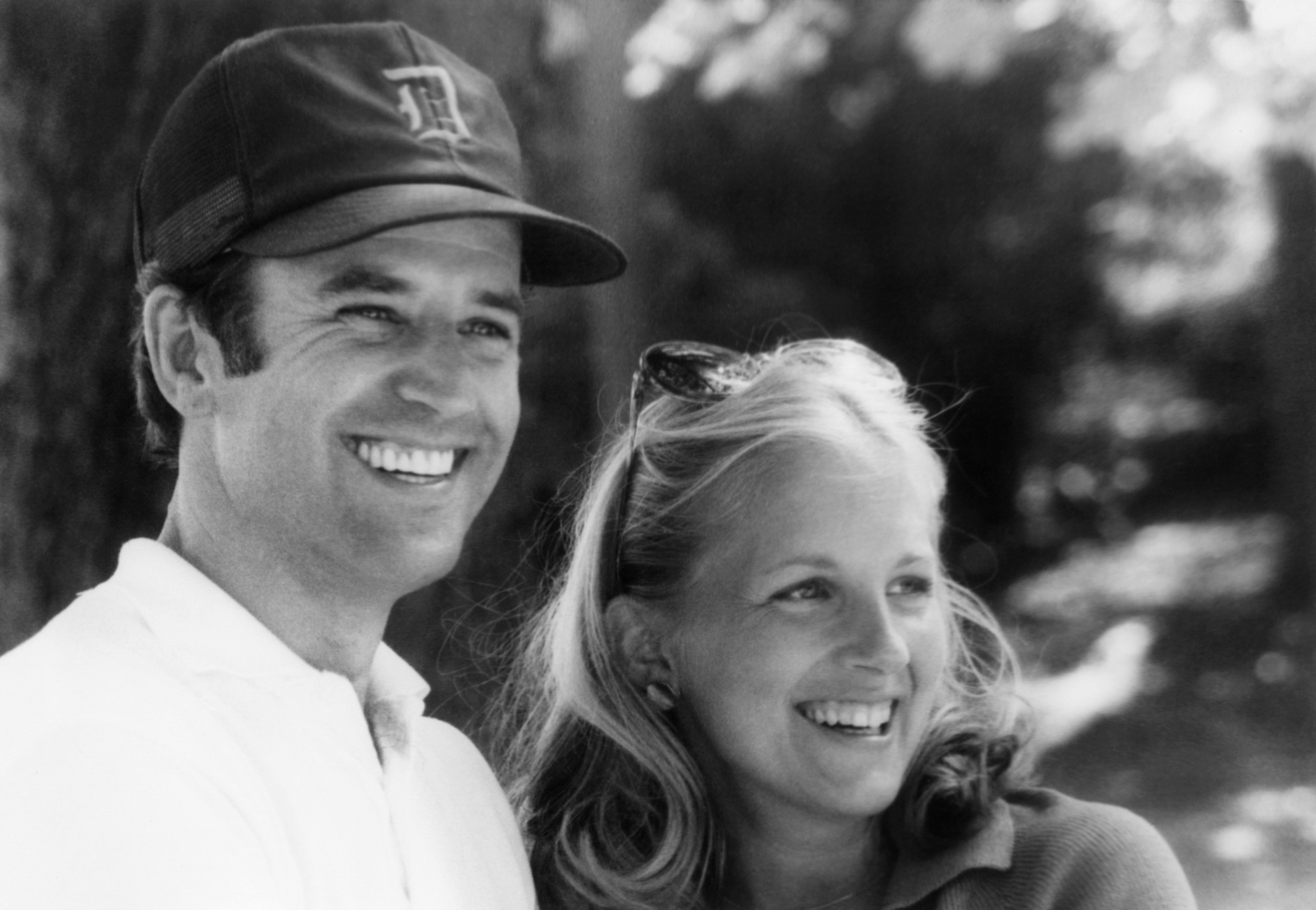
به همراه همسرش جو در اوایل ازدواجشان
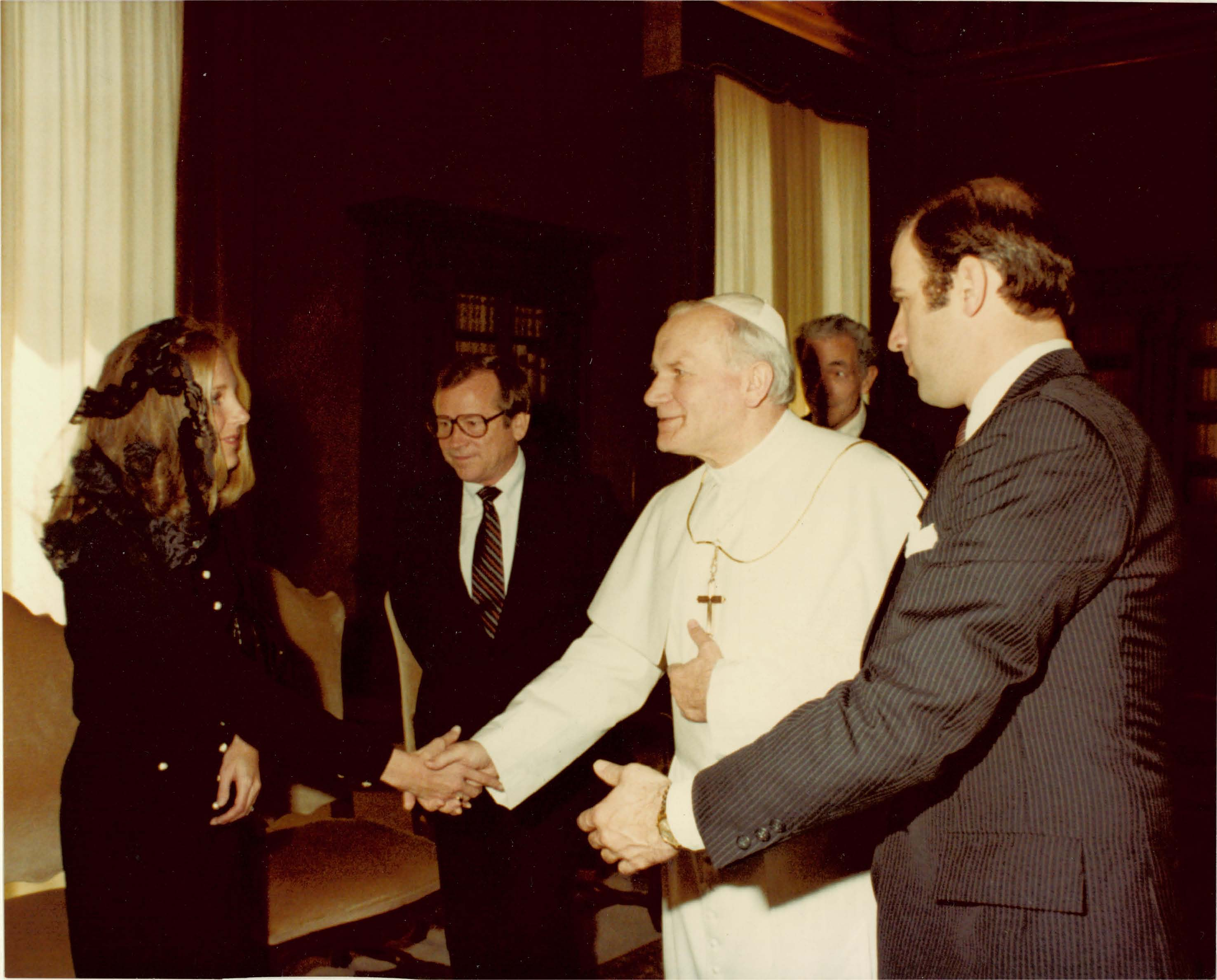
دیدار با پاپ ژان پل دوم، آوریل ۱۹۸۰
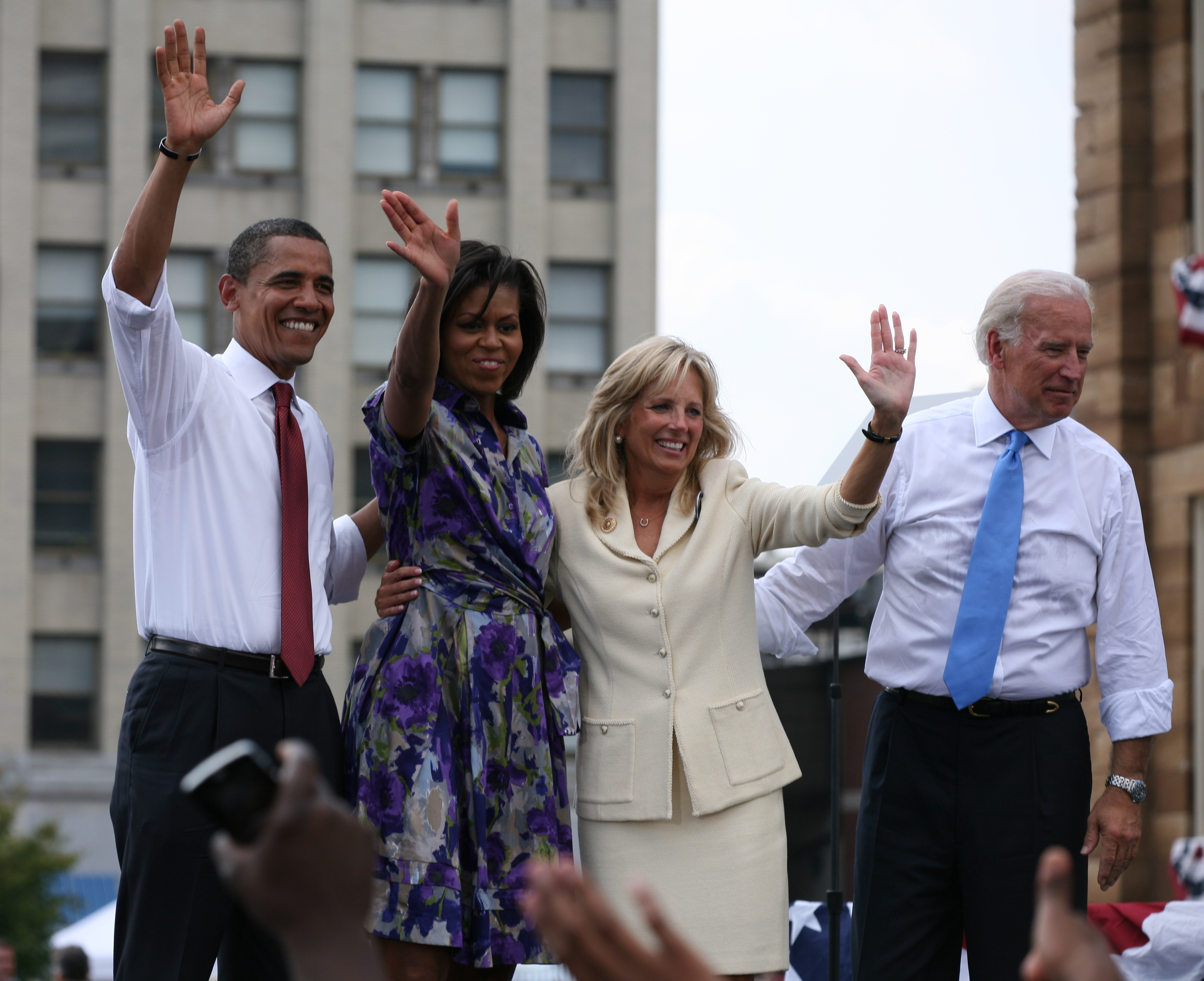
به همراه همسرش و میشل و باراک اوباما بعد از اعلام نامزدی برای معاونت ریاست جمهوری، اوت ۲۰۰۸
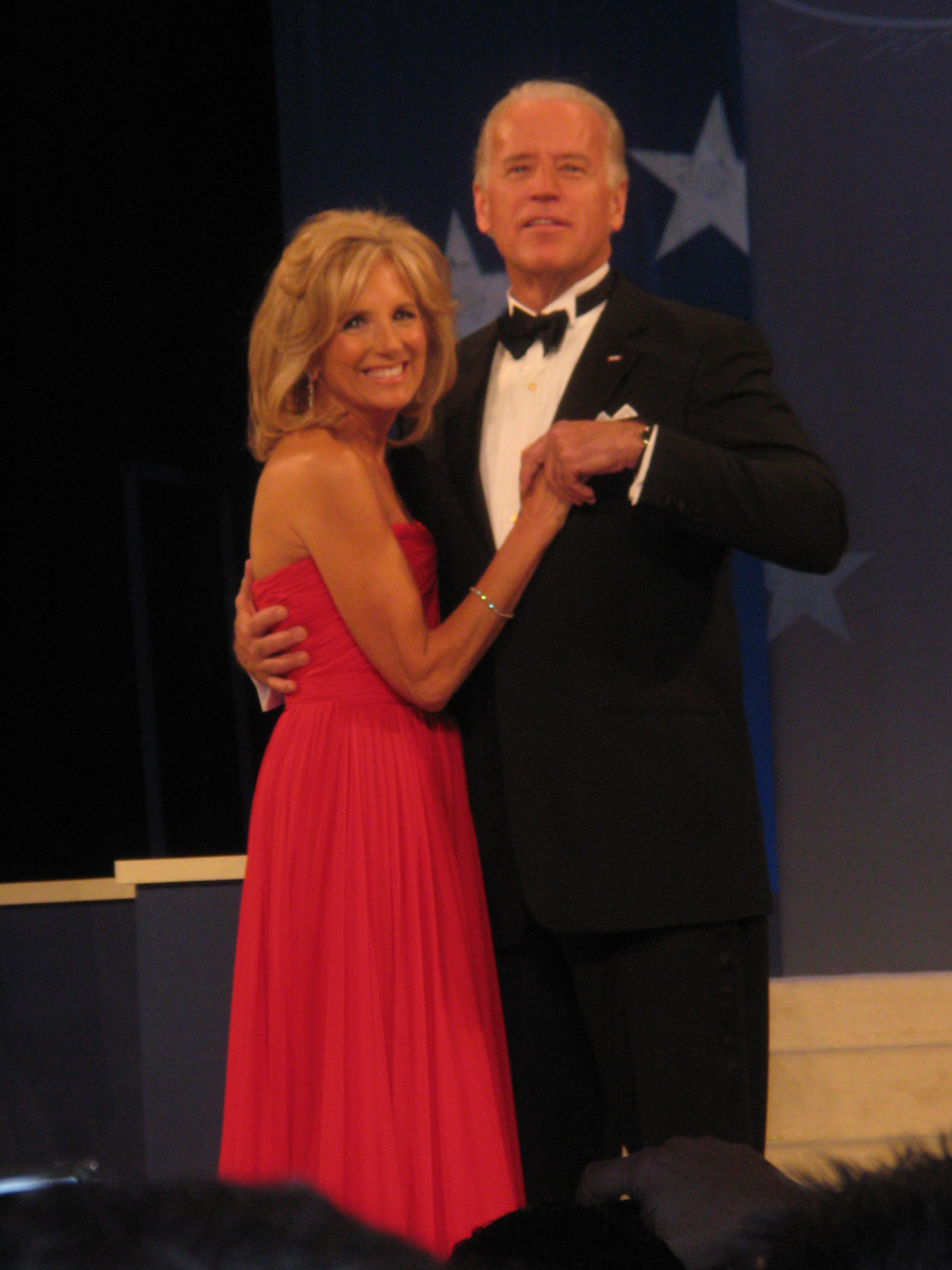
جو و جیل بایدن در مراسم جشن نخستین مراسم تحلیف باراک اوباما، ۲۰ ژانویه ۲۰۰۹
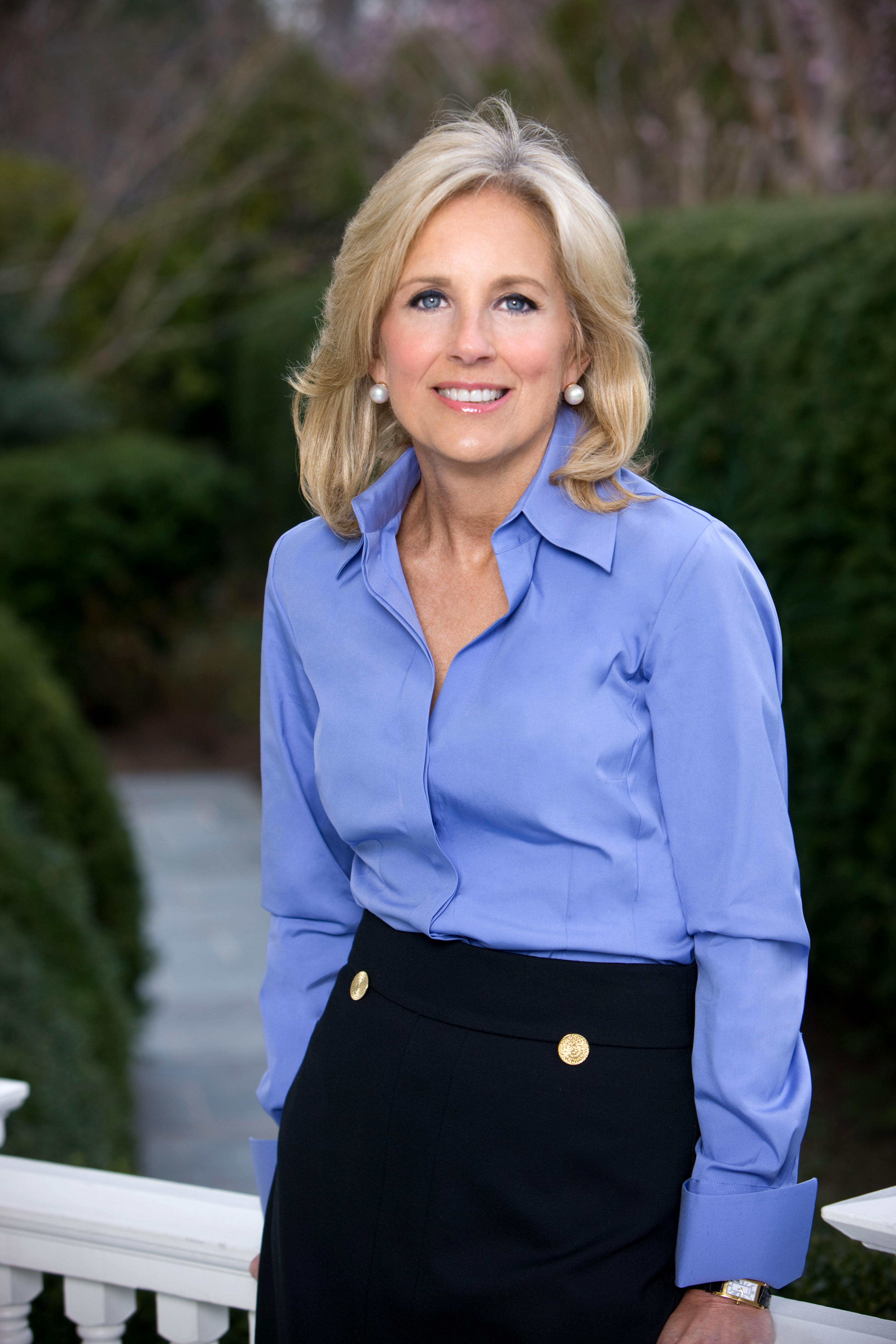
پرتره رسمی به عنوان بانوی دوم ایالات متحده آمریکا، مارس ۲۰۰۹
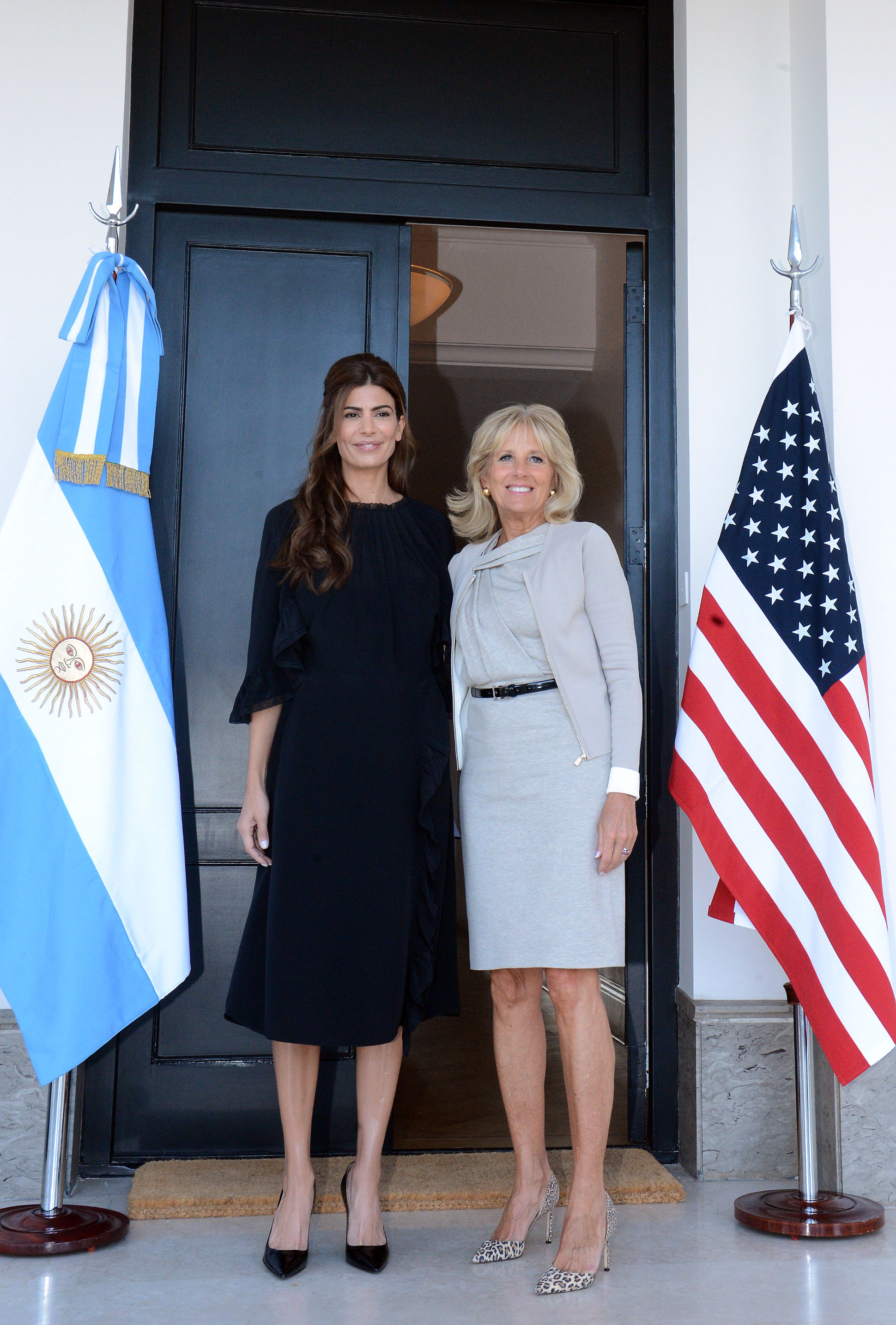
دیدار با جولیانا آوادا، بانوی اول آرژانتین در سفری به بوینس آیرس، ژوئن ۲۰۱۶
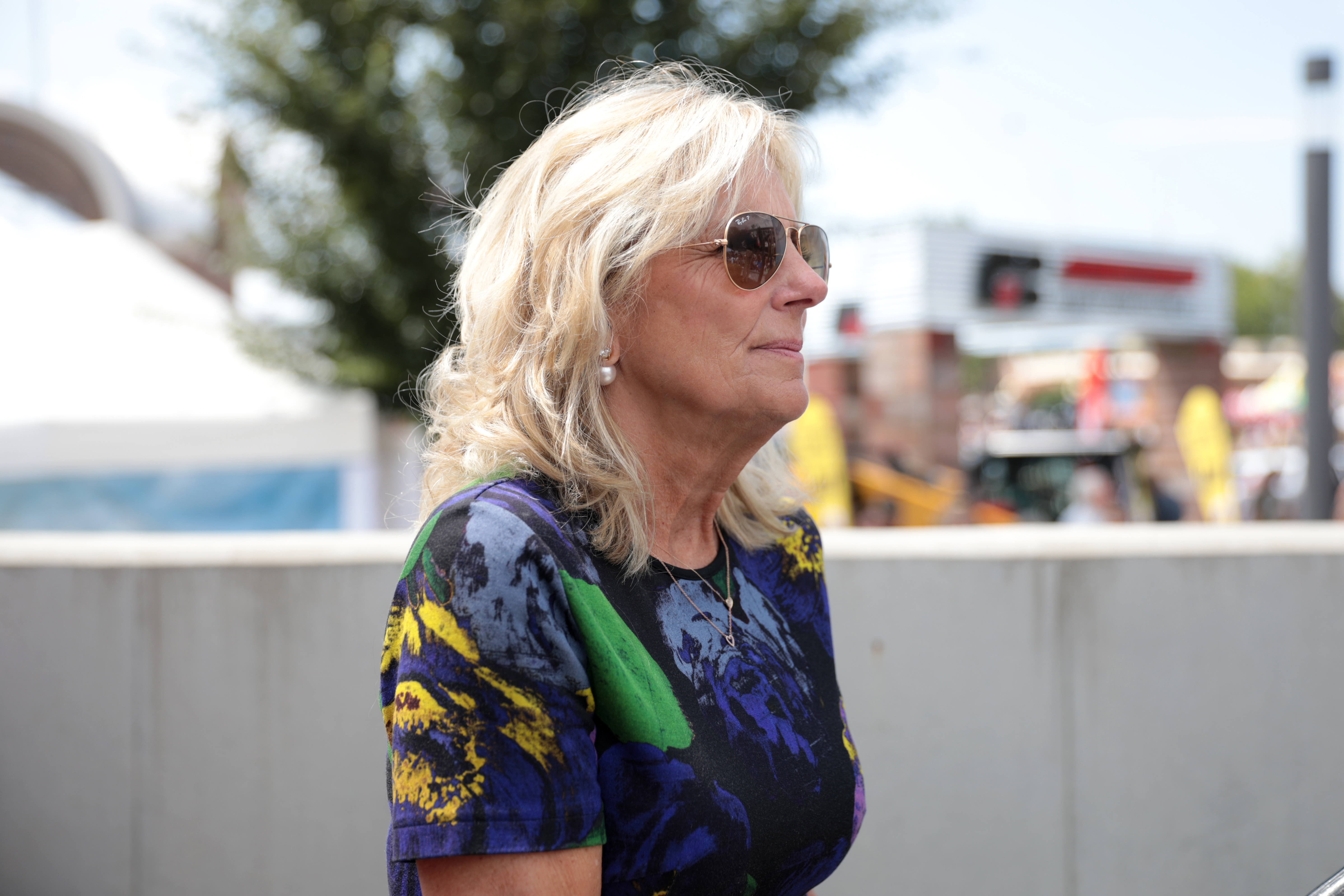
در یکی از کارزار‌های انتخابات ریاست جمهوری همسرش، اوت ۲۰۱۹
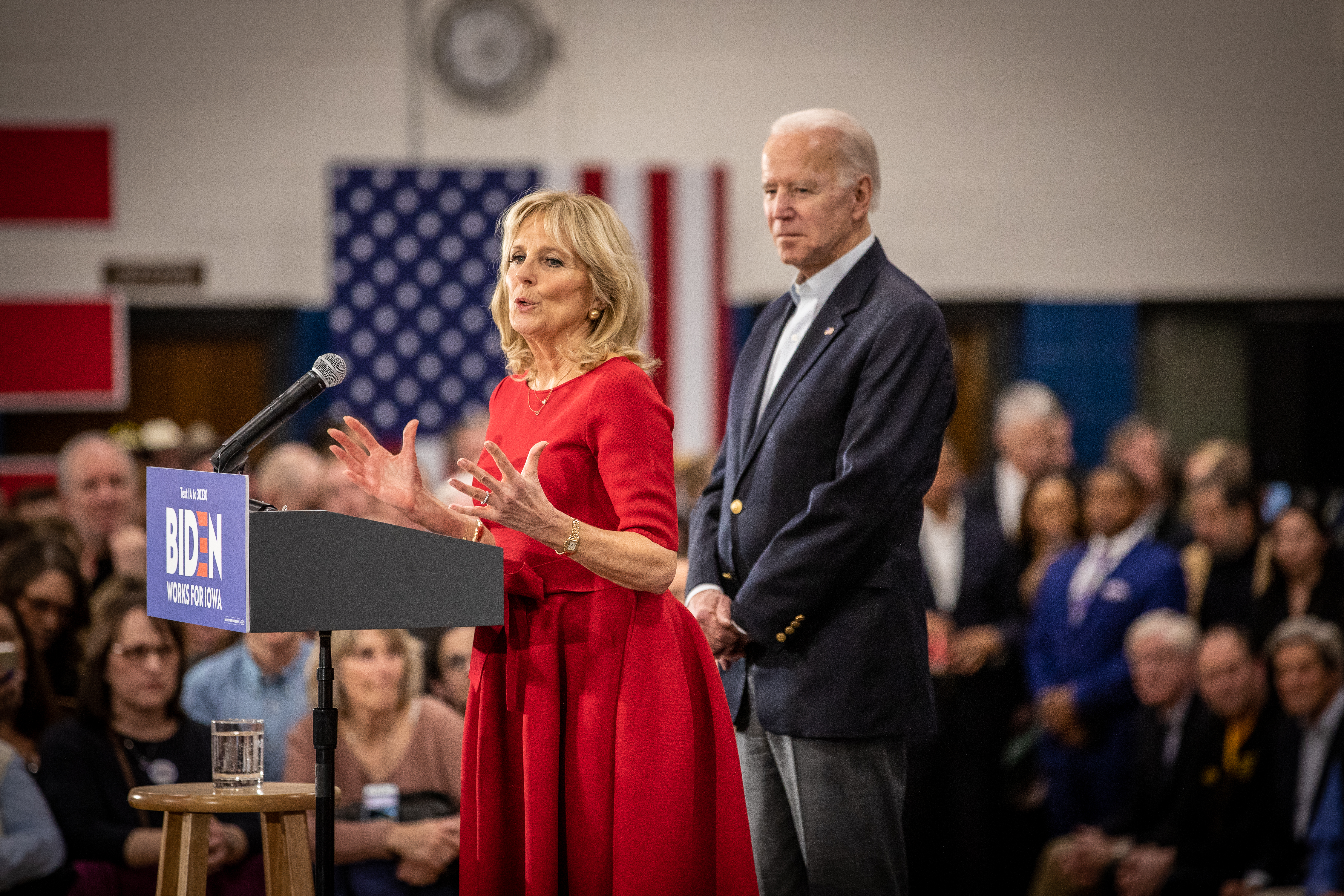
در حال سخنرانی در کارزاری در ایالت آیووا، فوریه ۲۰۲۰